# Ticky Holgado
Ticky Holgado, pseudonimo di Joseph Holgado (Tolosa, 24 giugno 1944 – Parigi, 22 gennaio 2004), è stato un attore, cantante e musicista francese.

## Biografia
Nato in una famiglia benestante, Holgado ha debuttato sul grande schermo con Les Surdoués de la première compagnie. Holgado ha ottenuto due candidature ai César nel 1992 e nel 1996, con Une époque formidable… di Gérard Jugnot (1991) e Peccato che sia femmina di Josiane Balasko (1995), entrambi al migliore attore non protagonista.

## Filmografia

### Cinema
- Mare, mare, mare, voglia di... (Comment draguer tout les filles), regia di Michel Vocoret (1981)
- Il giudice (Le Juge), regia di Philippe Lefebvre (1984)
- Il commissadro ( Les Ripoux), regia di Claude Zidi (1984)
- Les rois du gag, regia di Claude Zidi (1985)
- Manon delle sorgenti, regia di Claude Berri (1986)
- Les keufs, regia di Josiane Balasko (1987)
- Sans peur et sans reproche, regia di Gérard Jugnot (1988)
- Le Château de ma mère, regia di Yves Robert (1990)
- Il marito della parrucchiera (Le mari de la coiffeuse), regia di Patrice Leconte (1990)
- Uranus, regia di Claude Berri (1990)
- Delicatessen, regia di Jean-Pierre Jeunet e Marc Caro (1991)
- Ma vie est un enfer, regia di Josiane Balasko (1991)
- Mayrig, regia di Henri Verneuil (1991)
- A cena col diavolo, regia di Édouard Molinaro (1992)
- Tango, regia di Patrice Leconte (1993)
- Tombés du ciel, regia di Philippe Lioret (1994)
- Il commediante (Funny Bones), regia di Peter Chelsom (1995)
- Lumière et compagnie, regia di AA.VV. (1995)
- La città perduta (La cité des enfants perdus), regia di Jean-Pierre Jeunet e Marc Caro (1995)
- I miserabili, regia di Claude Lelouch (1995)
- Uomini & donne - Istruzioni per l'uso (Hommes, femmes, mode d'emploi), regia di Claude Lelouch (1996)
- Le plus beau métier du monde, regia di Gérard Lauzier (1996)
- Actors (Les Acteurs), regia di Bertrand Blier (2000)
- Meilleur espoir féminin, regia di Gérard Jugnot (2000)
- Il favoloso mondo di Amélie (Le Fabuleux Destin d'Amélie Poulain), regia di Jean-Pierre Jeunet (2001)
- Febbre da rigore (3 zéros), regia di Fabien Onteniente (2002)
- And Now... Ladies & Gentlemen, regia di Claude Lelouch (2002)
- Monsieur Batignole, regia di Gérard Jugnot (2002)
- Sta' zitto... non rompere (Tais-toi !), regia di Francis Veber (2003)
- Les clefs de bagnole, regia di Laurent Baffie (2003)
- Le Genre humain, première partie: Les Parisiens, regia di Claude Lelouch (2004)
- Una lunga domenica di passioni (Un long dimanche de fiançailles), regia di Jean-Pierre Jeunet (2004)

### Televisione
- La Mariée rouge, regia di Jean-Pierre Bastid - serie TV (1985)
- Les Enquêtes du commissaire Maigret - serie TV (1987, 1990)
- Mise à l'index, regia di Bernard Nauer - serie TV (1988)
- Un otage de trop, regia di Philippe Galland - serie TV (1993)
- Mort en salle, regia di Stéphane Kappes - serie TV (2003)
- Lagardère, regia di Henri Helman - miniserie TV (2003)
- La Tête haute, regia di Gérard Jourd'hui - serie TV (2005)

## Doppiatori italiani
- Vittorio Congia in Delicatessen, La città perduta
- Bruno Conti in And Now... Ladies & Gentlemen
- Ennio Coltorti in Monsieur Batignole
- Giorgio Lopez in Una lunga domenica di passioni